# Djeyhun Hadjibeyli
Djeyhun Hadjibeyli (en azéri : Ceyhun Hacıbəyli) né le 3 février 1891 (15 février dans le calendrier grégorien) à Choucha et mort le 22 octobre 1962 à Paris, est un linguiste, journaliste et ethnographe azéri. Il est le frère du compositeur azerbaïdjanais Uzeyir Hajibeyov.

## Biographie
Djeyhun Hadjibeyli est né en 1891 à Shousha. Ayant terminé l’école russo-tatare (les Azéris ont été appelés "tatars" à l'époque, même si elles sont distinctes des Tatars actuels), il a poursuivi ses études à Bakou. Ensuite, il entre à la faculté juridique de l’Université de Petersburg. Il part de Petersburg en France, où il entre à la Sorbonne. Au début du XXe siècle, Djeyhun Hadjibeyli collabore activement avec la presse de Bakou. À part les articles, publiés dans les journaux « Kaspy », «Irshad » et « Taraggui », il s’occupe de la rédaction du journal de Bakou «Azerbaïdjan» en version russe. Parfois, il signe ses articles «Daguestani».
Après la fondation de la République démocratique d’Azerbaïdjan, Hadjibeyli est nommé rédacteur du journal Azerbaïdjan, organe de presse officiel du gouvernement. En 1919,  Djeyhun Hadjibeyli est parti en France parmi la délégation azerbaïdjanaise avec Alimardan Toptchibashev en tête, pour participer à la Conférence de paix de Versailles. En 1920, quand la République Démocratique d’Azerbaïdjan a cessé son existence, il n’est pas rentré en Azerbaïdjan, étant resté vivre à Paris jusqu’à la fin de sa vie. Il y a développé une activité importante, consacrée à la propagande de l’histoire et de la culture de l’Azerbaïdjan. Il avait traduit en français les poésies des poètes azerbaïdjanais : Vidadi, Nabati, Kassoumbek Zakir et d’autres. Il est l’auteur d’une série d’articles sur les différents sujets littéraires et linguistiques (« Hafiz Shirazi», «La vie de Firdowsi», «Les poétesses azerbaïdjanaises» et d’autres). Vivant en France, Hadjibeyli avait publié des articles dans plusieurs magazines français et les journaux; il participait directement à la création de la rédaction azerbaïdjanaise de la Radio «Liberté». Hadjibeyli a écrit plusieurs romans et récits, travaux scientifiques et articles, consacrés à l’histoire azerbaïdjanaise, la littérature et la langue. Son roman La Matinée de Hadji Kérim a été publié dans le journal Kaspi. Il était l’auteur des recherches Babek et l’État ancien d’Arran, Histoire des villes de Bakou et de Barda. Son étude «Le dialect de Karabakh et le folklor », parue en 1934 à Paris dans la Revue des Deux Mondes, est l’un de ses œuvres précieuses. Cette revue a publié sur ses pages les deux autres ouvrages de Djeyhun Hadjibeyli: «De l’histoire de l’Azerbaïdjan. Abbasqulu Agha Bakikhanov» et «Le potentiel intellectuel en URSS ». L’attention de Djeyhun Hadjibeyli a été attirée surtout par les problèmes d’émancipation et d’égalité des femmes, leur rôle dans l’activité sociale et la lutte sociale. En 1959, l’Institut des recherches sur l’URSS à Munich a édité le résultat de ses études, le livre intitulé Propagande anti-islamique et ses méthodes en Azerbaïdjan.
Djeyhun Hadjibeyli est décédé en 1962 à Paris, où il fut enterré.

En 1990, le diplomate Ramiz Aboutalibov a amené les archives personnelles de Djeyhun Hadjibeyli à Bakou et les a transmises aux archives nationales de l’Azerbaïdjan. En 1993, on a édité les «Œuvres complètes» de Djeyhun Hadjibeyli.

## Activité théâtrale
Djeyhun Hadjibeyli a commencé ses activités théâtrale et musicale à Shousha à l’âge jeune. Tout comme son frère célèbre, il s’était impliqué à la culture musicale. Les deux frères  jouaient dans les spectacles et possédaient les données vocales. Hadjibeyli se souvenait de cette période de sa vie dans ses mémoires « Comment a été créé le premier opéra azerbaïdjanais « Leyli et Medjnoun». En 1925, au théâtre parisien «Femina», Djeyhun Hadjibeyli et ses quelques compatriotes, vivant en France, avaient réalisé la mise en scène de l’opérette d’Uzeïr Hadjibeyov « Arshin mal alan ».